# Chiesa di Santa Maria della Grotta
La chiesa di Santa Maria della Grotta è una chiesa di Messina. Assieme ad alcune costruzioni adiacenti costituisce l'antico Priorato di Santa Maria della Grotta. Detto Priorato, la sua chiesa e le successive ricostruzioni, erano situati sulla lingua del Faro di Messina a circa tre miglia dalle mura fortificate della Città.

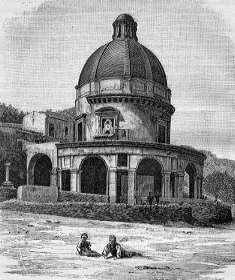
Foto d'epoca.

## Storia
Verosimilmente edificato su tempio di Diana sito sulla strada verso capo Peloro.
La grotta scavata nel costone roccioso ospitò un dipinto sbarcato da nave greca e ritenuto miracoloso.
Prima Chiesa. Agli inizi del '500 i rappresentanti dell'Ordine dei Frati Predicatori, raccolsero offerte e costruirono un oratorio per divulgare la devozione popolare verso il quadro della Vergine invocata con il titolo di «Madonna della grotta».
Sunto estratto dalla relazione circa la sacra regia visita di monsignor Giovanni Angelo de Ciocchis a Messina. Tra il 1741 e il 1743 l'incaricato regio compie per conto del sovrano di Sicilia Carlo III una ricognizione generale di benefici e beni religiosi soggetti a patronato regio, all'interno dell'intero territorio siciliano e contemplati nella raccolta di atti e documenti denominati "Acta e Monumenta".
Seconda chiesa. «Nel 1622 il Serenissimo Filiberto Emanuele di Savoia, Generalissimo del Mare, Gran Priore di Castiglia, e Viceré del Regno di Sicilia, avendo fatto diroccare l'antica e piccola Chiesa di Santa Maria la Grotta, pensò d'erigere nello stesso luogo un sontuoso Tempio istituendo una dote congrua per il mantenimento, architetto Simone Gullì. Colto il buon Principe da immatura morte, la costruzione non proseguì più oltre il cominciato edificio.
Nel 1639 don Francesco di Mello di Braganza, Conte d'Assumar, Viceré del medesimo Regno di Sicilia, condusse lo stato di fabbriche che oggi si vedono. Come si evince dai resoconti storici e da due iscrizioni incise nel marmo, poste ai fianchi della porta maggiore della chiesa: porta questa Chiesa il Titolo di Priorato. Il tempio s'innalza a modo di torre rotonda con colonne di marmo sopra le quali appoggiano le volte facendo tutt'intorno bellissimi portici con una gran scalinata di pietra di rocca.
All'interno è il Tempio dedicato alla sacra santa Nascita del Redentore con una artificiosa cupola nel mezzo. Ha una porta maggiore, due laterali, un altare e due nicchie:
- "Cappella marmorea": altare principale con un quadro grande fatto da ottimo artefice, rappresentante la "Natività di Nostro Signore";
- "Nicchia in cornu Evangeli": arricchita da un'immagine dipinta su tela raffigurante Nostro Signore Crocifisso, opera commissionata dall'odierno Priore;
- "Nicchia in cornu Epistolae": dedicata a San Gregorio Taumaturgo, dipinto su tela raffigurante il vescovo di Neocesarea, opera commissionata dal precedente Priore.

La Sacrestia è nella stessa chiesa nel vacante di una quarta porta murata. In una quinta porta consimile alla precedente vi è il locale per la preparazione dei Sacerdoti. Attaccata a detto Tempio dalla parte che guarda la Città, vi è una scala d'accesso alla galleria di colonne di marmo già descritta, che garantisce il passaggio a una piccola stanza che suole darsi per carità a qualche onorato pescatore quale dimora, senza obbligo di guardia per detto Tempio. Altri locali per uso esclusivo del Priore e dalla parte che guarda il faro, c'è una bottega che suole affittarsi con l'obbligo di accendere una lampada votiva alla Sacra Immagine. Spetta a detta Chiesa un censo di scudi due annuali come appannaggio a una casa adiacente, fabbricata dal sacerdote Don Giacomo.»

### Epoca contemporanea
I due Viceré erano ricordati da due lapidi apposte ai lati della porta maggiore. Il tempio resistette al terremoto della Calabria meridionale del 1783 e fu ulteriormente arricchito da fastose decorazioni barocche con stucchi e tarsie marmoree.
La costruzione rovinò col terremoto di Messina del 1908, per le pratiche di culto si fece ricorso ad una delle chiese baracche donate da Papa Pio X.
Terza chiesa. Alla ricostruzione provvide l'arcivescovo Angelo Paino. La progettazione fu affidata a Guido Viola coadiuvato da Ernesto Basile, Francesco Fichera e Francesco Valenti, sovrintendente alle Gallerie e ai Monumenti.
La ricostruzione riproduce l'antico tempietto del Gullì raccordata all'aula scavata nel costone, tutto l'intero manufatto è realizzato in cemento armato secondo le nuove norme antisismiche.
Gli elementi decorativi interni del tempio si ispirano allo stile classico originario: due ordini di lesene scanalate corrispondenti ai pilastri della struttura portante, con capitelli dorici e corinzi, sobrio e semplice, lontano dalla ricche descrizioni fatte da "decorazione di bulbi fioriti e capitelli con foglie arricciate e timpani spezzati e sopraelevati" della seconda chiesa, documentate dal De Ciocchis e dall'Accascina.
L'opera principale è il quadro raffigurante la Natività di Gesù e l'adorazione dei pastori, opera di Domenico Marolì, collocato al centro del tempietto circolare. Nel '600 prese il posto dell'icona che, secondo la tradizione, era stata lasciata dalla nave greca.
Nell'abside del corpo rettangolare è riprodotto un mosaico di recente fattura raffigurante la Vergine Immacolata.